# Маха, Карел Гинек
Ка́рел Ги́нек Ма́ха (чеш. Karel Hynek Mácha) (16 ноября, 1810, Прага — 5 ноября, 1836, Литомержице), чешский поэт-романтик, писатель, основоположник чешского романтизма.
Его поэма «Май», опубликованная в 1836 году, была отвергнута современниками как несоответствующая тогдашним моральным нормам. Не будучи принятой издателями, была напечатана на деньги автора. На сегодняшний день она считается классическим произведением чешской романтической лирики.
Не менее известна повесть Махи «Цыгане».

## Семья

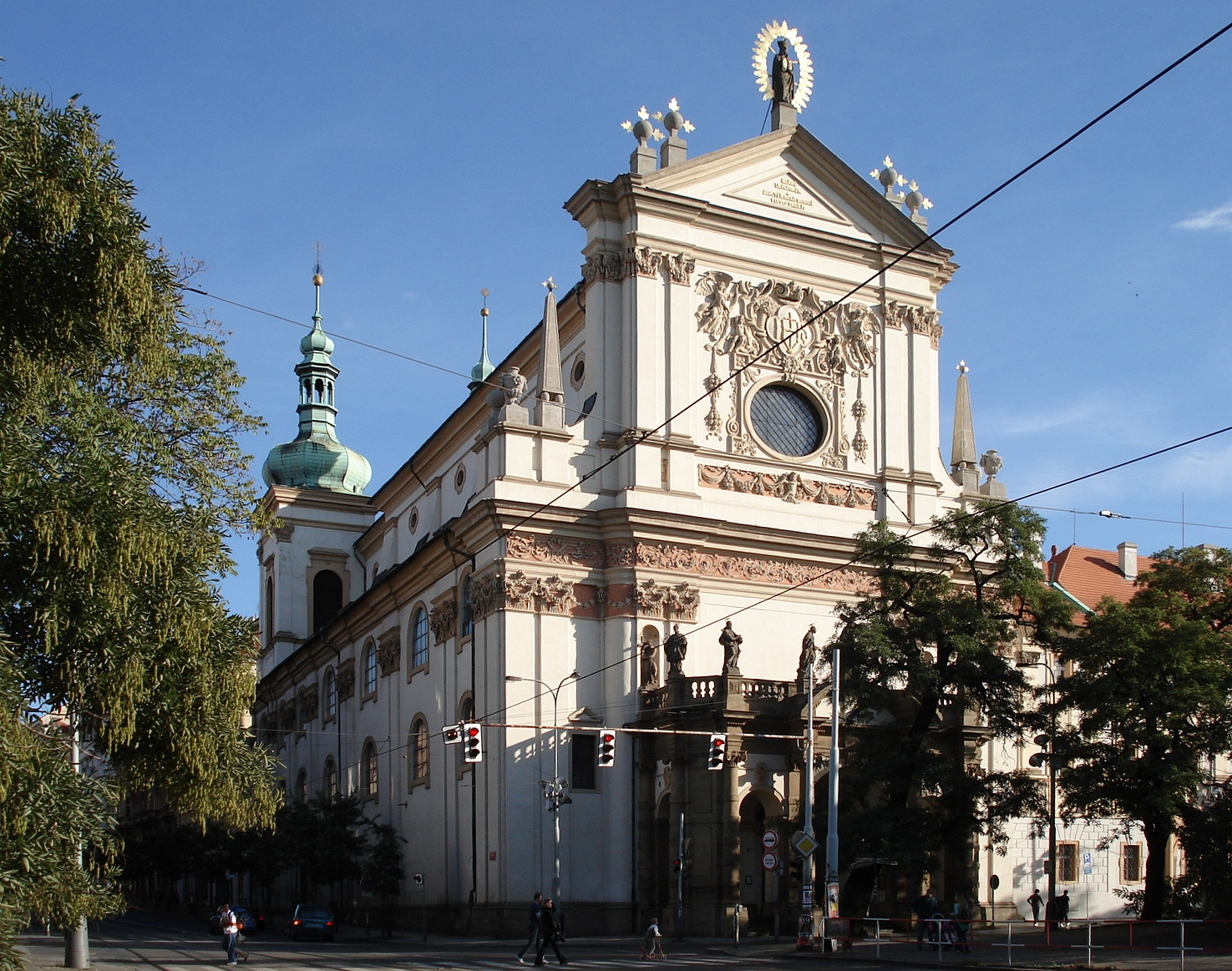
Слева от костёла св. Игнаца в Праге жил со своими родителями К. Г. Маха с 1826-го по 1836-й год

Карел Гинек Маха родился в пятницу 16-го ноября 1810-го года в Праге, на Уезде (чеш. Újezdě) 400/3, в доме, называвшемся «У Белого орла» (чеш. U Bílého orla); в конце XIX века дом был снесён, сейчас на его месте стоит новый дом (Újezd čp. 401) с памятной табличкой, говорящей о родном доме Махи. Маха был крещён в находящемся рядом костёле Пресвятой Богородицы. Имя Игнац (чеш. Ignác) (которое впоследствии чехизировал в Гинек) получил от своего крёстного отца Игнаца Майерова.
Отцом Махи был Антонин Маха (чеш. Antonín Mácha) (1769–1843 гг.), подмастерье рабочего на мельнице, военнослужащий, а позже и владелец крупяной лавки. Мать его Мария Анна Кирхнерова (чеш. Marie Anna Kirchnerová) (1781–1840 гг.) происходила из рода чешских музыкантов. Через два года после рождения Гинека у супругов родился сын Михал (чеш. Michal).
Из-за проблем с финансами семье Махи не пришлось жить долго на Уезде. Однако, после нескольких переездов из дома в дом, она окончательно остановилась в доме, называвшемся "У Бугорка" (чеш. U Hrbků), на Карловой площади. В это время Гинеку было шестнадцать лет. Здесь он жил со своей семьёй до конца своей учёбы и отъезда в Литомержице в сентябре 1836-го года; здесь же была написана большая часть его произведений.

## Учёба
Начальное образование Маха получил в приходской школе при храме святого Петра на Поречье. Последовали занятия в основной школе у пиаристов. С 1824-го по 1830-й года учился в пиаристской гимназии на сегодняшнем Пржикопе (чеш. Na Příkopě). С осени 1830-го посещал философский факультет пражского университета, а между 1832-м и 1836-м годами там же изучал право.
Кроме чешского превосходно говорил по-немецки, изучал в школе латынь. Под влиянием событий в Польше (революция в 1830 году) и произведений польских авторов (Адам Мицкевич) стал изучать польский.
В годах 1831-1832-м посещал лекции Йозефа Юнгмана, который воодушевлял своих учеников к литературному делу и оценивал их труды; у Махи было оценено стихотворение Святой Иван (чеш. Svatý Ivan).

## Литературное творчество
Первые свои стихотворения Маха писал на немецком языке (Versuche des Ignac Macha, Hoffnung).
В 1830-м году он окончательно перешёл на чешский и продолжал писать на нём до конца своих дней. В декабре 1831-м году в журнале Вечерние излияния (чеш. Večerní vyražení) впервые выходит его стихотворение Святой Иван. В январе 1832-го в том же журнале выходит его произведение Abaelard Heloíze, под которым Маха в первый раз подписался своим настоящим именем.
Его стихи содержат сонеты и лирикоэпичные композиции. Стихи встречаются и в его прозе (например, Маринка (чеш. Marinka), Цыгане (чеш. Cikáni)).
В его прозе в основном содержатся исторические темы. Маха попытался написать роман в четырёх частях Палач (чеш. Kat), но части Вишеград (чеш. Vyšehrad), Валдек (чеш. Valdek) и Карлув (чеш. Karlův) так и остались в черновиках. Единственной законченной, и по времени наиболее поздней, частью этой тетралогии о временах Вацлава IV является Крживоклад (чеш. Křivoklad) (1834-й год).
Действия в цикле Из моей жизни (чеш. Obrazy ze života mého) (Вечер на Бездезу (чеш. Večer na Bezdězu), Маринка (чеш. Marinka)) происходят в современном Махе мире. Цикл, кроме характерных для Махи конструкций, содержит элементы биографии автора. Оба произведения из цикла были напечатаны в 1834-м году в Кветах.
Его самой масштабной работой является роман Цыгане, над которым Маха работал от октября до декабря 1835-го. Роман не прошёл цензуру и впервые полностью вышел только в 1857-м году. Существует мнение, что текст романа, изданный впервые Карелом Сабиной, подвергся существенной правке последнего. Обзор литературоведческой проблемы и её новейшее разрешение см. в [1].
Из остальных работ Махи можно отметить Путь крконошской (чеш. Pouť krkonošskou), Возвращение (чеш. Návrat), Сазавский монастырь (чеш. Klášter sázavský), Валдице (чеш. Valdice), Конец света или сон (чеш. Rozbroj světů či Sen).
Маха также вёл литературный журнал, дневник и писал письма. Именно эти источники дают достоверные сведения о жизни поэта.
Вызывает противоречия его личный дневник от 1835-го года, наполовину зашифрованный поэтом. Он содержит детали его повседневной жизни и раскрывает отношения с Элеонорой Шомковой, невестой Махи. Впервые дневник был частично расшифрован Якубом Арбесем в 1884-м году, полностью его расшифровал Карел Янский в 20-х годах XX столетия, он же его и опубликовал.

## Май

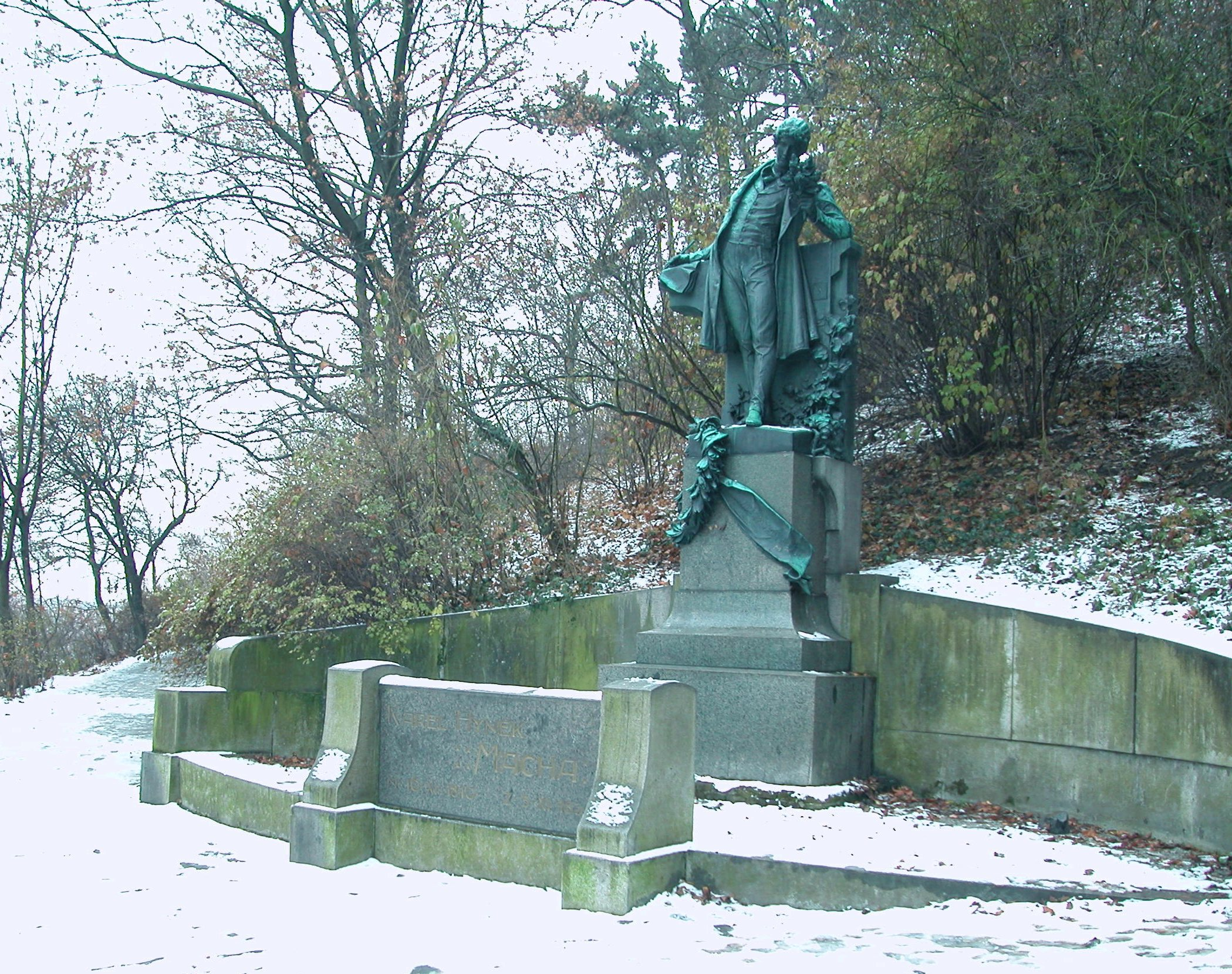
Памятник Карелу Гинеку Махе в Петршинском парке работы Йозефа Вацлава Мислбека

Поэма Май (чеш. Máj) (1836 год) занимает главное место, как в творчестве поэта, так и в чешской литературе в целом.
Над этим произведением Маха усердно работал между 1835-м и 1836-м годами, но дошёл до наших дней и черновик от 1834-го года. Май был единственной книгой, которая вышла при жизни поэта. Однако, печатать Махе её пришлось на собственные деньги. За печать взялась пражская типография Яна Спурного. Май вышел в свет 23-го апреля 1836-го года. Все 600 экземпляров книги были быстро раскуплены.
Май посвящён Гинеку Комму (1790-1875 гг.), пражскому пекарных дел мастеру, ставшему членом городского совета, с которым, очевидно, у отца Махи были связи в торговле. В произведение было включено авторское объяснение, назначенное, по-видимому, цензурой.
Многослойная поэма включает в себя 4 песни и два интермеццо. Её язык, полный метафор, оксюморонов и других литературных приёмов, описывает трагическую историю, на которую автора вдохновил реально произошедший случай.
Ошибочно "суживать" тему поэмы, оценивая её лишь как песнь любви, восхваление природы или повествование романтической истории. Май - это инспиративное, созерцательное произведение, которое, хотя и имеет в себе мотивы любви, природы и родины, затрагивает скорее вопросы метафизики (особенно вторая песнь поэмы).
Современная (для времени выхода поэмы в свет) отечественная критика (Йозеф Каэтан Тыл, Йозеф Красослав Хмеленский) не оценила Май (например, писалось про отсутствие обращения к нации, якобы копирование Байрона и т. д.).
Однако, число копий поэмы росло, и окончательно Май был реабилитирован представителями Майской школы (т. н. Маевцы (чеш. Májovci)). Сегодня Май является одной из самых выдающихся книг Чехии.
Большинство изданий были иллюстрированы такими чешскими художниками, как Миколаш Алеш, Владимир Комарек, Карел Сволинский, Тойен, Ян Зрзавый, Цирил Боуда, Ян Кобласа, Павел Сукдолак.